# Okręg Fier
Okręg Fier (alb. rrethi i Fierit) – jeden z trzydziestu sześciu okręgów administracyjnych w Albanii; leży w południowo-zachodniej części kraju, w obwodzie Fier. Liczy ok. 203 tys. osób (2008) i zajmuje powierzchnię 785 km². Jego stolicą jest Fier.
W skład okręgu wchodzi siedemnaście gmin: trzy miejskie Fier, Patos, Roskovec oraz czternaście wiejskich Cakran, Dermenas, Frakull, Kuman, Kurjan, Levan, Libofshë, Mbrostar, Portëz, Ruzhdije, Strum, Topojë, Zharrëz, Qendër.
Inne miasta: Patos i Roskovec.